# 803
803 (DCCCIII) je bilo navadno leto, ki se je po julijanskem koledarju začelo na nedeljo.

## Dogodki
- začetek slovanskega naseljevanja med Dravo in Blatnim jezerom.

## Rojstva
- Ibn Abd al-Hakam, arabski zgodovinar († 871)

## Smrti
- Kardam, bolgarski kan (* 735, približen datum)